# Mesnil-Verclives
Mesnil-Verclives è un comune francese di 280 abitanti situato nel dipartimento dell'Eure nella regione della Normandia.

## Società

### Evoluzione demografica
Abitanti censiti